# مقاطعة فرمة

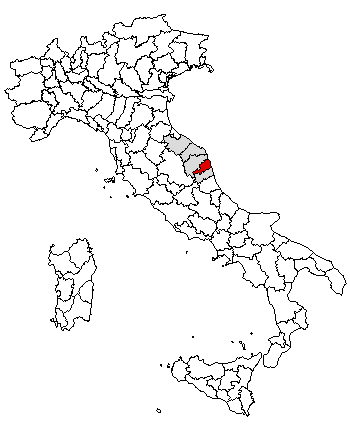
موقع مقاطعة فيرمو

مقاطعة فِرمة أو فِرمو (نقحرة: فيرمو) (بالإيطالية: Provincia di Fermo)‏، مقاطعة إيطالية بإقليم ماركي، عاصمتها مدينة فِرمَة.
يبلغ عدد سكانها 171745 نسمة، ومساحتها 784,22 كيلومتر مربع، وبها 40 بلدية.
تم فصلها عن مقاطعة أسكولي بيتشينو.